# Billardtisch (Karambolage)

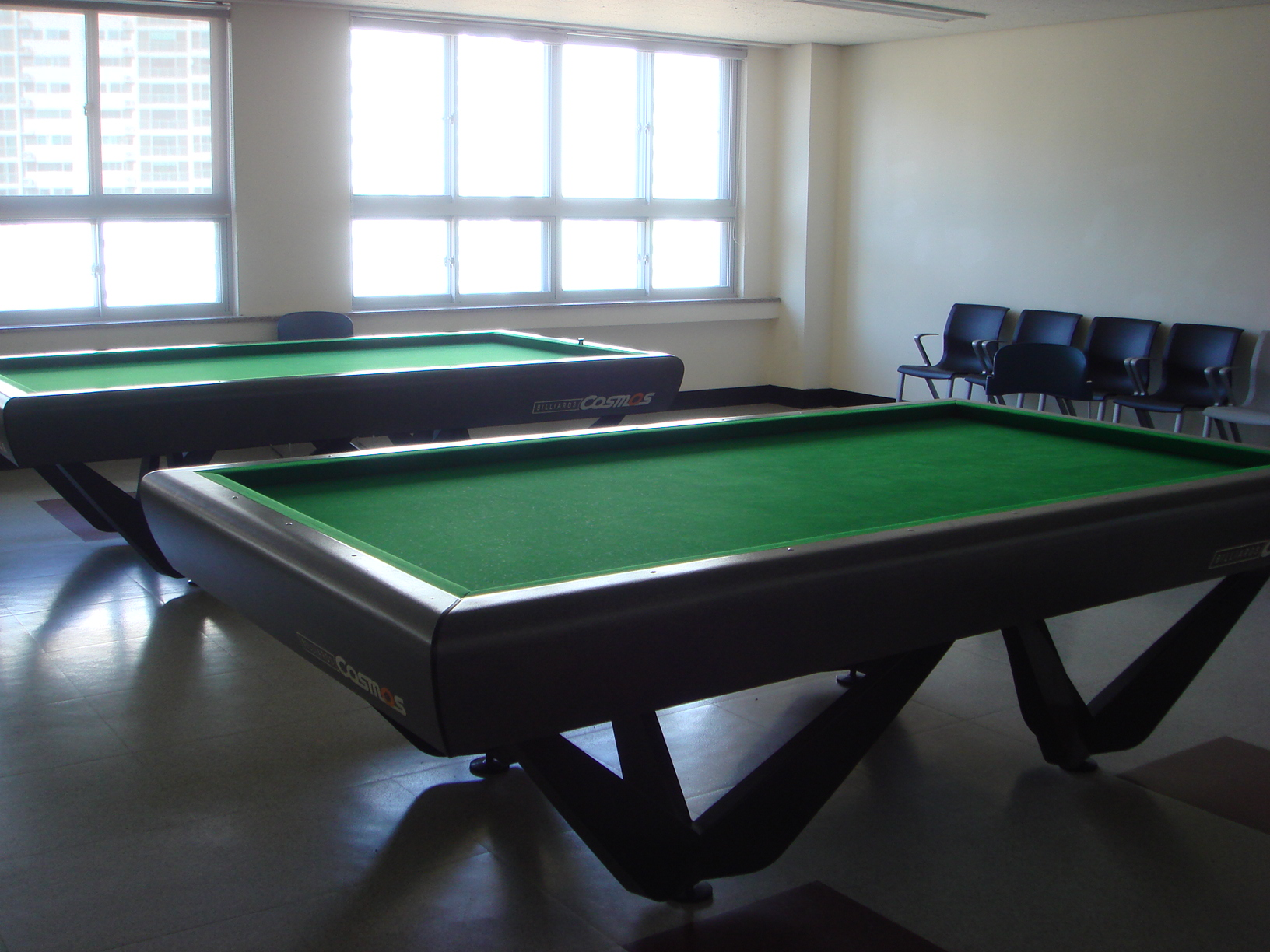
Karamboltische

Der Billardtisch für das Karambolspiel hat, im Gegensatz zu den Tischen für Snooker und Poolbillard, keine „Taschen“, sondern eine geschlossene – durch vier Banden begrenzte – rechteckige Spielfläche.  Im allgemeinen Karambolage-Sprachgebrauch wird der Tisch auch „Brett“ genannt.
Die Materialnorm der Deutschen Billard-Union (DBU) regelt, u. a. für den sportlichen Einsatz innerhalb des Zuständigkeitsgebiets (Deutschland), dass der Tisch bis zur Oberkante des Rahmens zwischen 750 und 800 mm hoch sein muss.

## Tischgrößen

Zeichnung mit Abmessungen und Aufsetzmarkierungen

Es sind dabei drei Formate zugelassen (jeweils Innenlänge × -breite, Seitenverhältnis: 2:1):
| Maße in cm    | Turnier Billard                                | Halb- Match                                    | Match Billard                                  |
| ------------- | ---------------------------------------------- | ---------------------------------------------- | ---------------------------------------------- |
| A             | 210,00                                         | 230,00                                         | 284,00                                         |
| B (= ½ A)     | 105,00                                         | 115,00                                         | 142,00                                         |
| C (= ½ B)     | 52,50                                          | 57,50                                          | 71,00                                          |
| D (= ½ C)     | 26,25                                          | 28,75                                          | 35,50                                          |
| E (~ D)       | 27,00                                          | 29,60                                          | 36,50                                          |
| F (= ½ E)     | 13,50                                          | 14,80                                          | 18,25                                          |
| Aufsetzmarken |                                                |                                                |                                                |
| 1             | obere Aufsetzmarke (Ball 3, rot)               | obere Aufsetzmarke (Ball 3, rot)               | obere Aufsetzmarke (Ball 3, rot)               |
| 2             | untere Aufsetzmarke (Ball 2, gelb wenn Gegner) | untere Aufsetzmarke (Ball 2, gelb wenn Gegner) | untere Aufsetzmarke (Ball 2, gelb wenn Gegner) |
| 3             | seitliche Aufsetzmarke (Ball 1, weiß)          | seitliche Aufsetzmarke (Ball 1, weiß)          | seitliche Aufsetzmarke (Ball 1, weiß)          |
| 4             | mittlere Aufsetzmarke                          | mittlere Aufsetzmarke                          | mittlere Aufsetzmarke                          |

Für die Variante Kegelbillard ist neben dem kleinen Billard auch ein Tisch mit folgenden Maßen zugelassen:
- Kegelbillard: 180 × 90 cm. Diese Größe wird auch „Heimbillard“ genannt.
- Wiener Kaffeehausbillard: 190 × 95 cm.[1]

### Toleranzen
Erlaubt ist eine Toleranz von ± 5 mm.

### Banden
Der Bandenspiegel (Umrandung) des Tisches muss 125 ± 10 mm breit und mit sog. Diamanten (je drei bzw. fünf an den Kopfseiten und je sieben bzw. neun an den Längsseiten), die im ⅛ der Spielflächenlänge bzw. ¼ der Breite markiert sind (s. Tabelle Größe „D“).

### Aufsetzmarkierungen
Es gibt fünf Aufsatzmarkierungen (s. Tabelle und Zeichnung). Der rote Ball (Ball III) wird immer auf die „1“ gesetzt. Beim Anfangs- oder Eröffnungsstoß (startender Spieler hat Weiß = Ball I) kommt Gelb (Ball II) auf die „4“ und der Spieler kann sich für Position „3a“ oder „3b“ entscheiden. Stößt Gelb (Ball I) an, wechseln die Positionen.

Bei einem Pressball, wenn sich zwei oder alle Bälle in Kontaktstellung befinden, wird Ball III wie gewohnt auf „1“ aufgesetzt, Ball II auf der „4“ und Ball I auf „2“.

## Banden
Der Tisch besitzt eine umlaufende spitzzulaufende Gummibande von 37 ± 1 mm Höhe (innere Kante zur Spielfläche), die durch Billardtuch bedeckt ist. Die Spielfläche (Oberseite) besteht aus mindestens 45 mm dicken Schieferplatten, bedeckt von Billardtuch. Tische für Turniere müssen eine elektrische Heizung besitzen, welche die Temperatur der Spielfläche zwischen 25 und 28 °C halten kann. Die für das jeweilige Spiel (siehe Varianten) notwendigen Aufsatzmarken werden mit Kreide, Bleistift oder Tinte dünn auf das Tuch aufgetragen.

## Sonderformen
Im Laufe der Zeit wurden auch diverse Sonderformen, abweichend von der rechteckigen entworfen und ausprobiert. Diese reichen von Fünfecken über Achtecken bis hin zu kreis- und ellipsenförmigen Tischen. Heute werden diese nur noch zu Unterhaltungszwecken eingesetzt.